# Andròstenes d'Atenes
Andròstenes (en llatí Androsthenes, en grec antic Ἀνδρόσθενης) fou un escultor atenenc deixeble d'Eucadmos que va viure a la meitat del segle V aC.
Va completar les figures que aguantaven la coberta del temple d'Apol·lo a Delfos, que Praxies no havia acabat, segons diu Pausànias.